# Wilhelmshöh
Wilhelmshöh, oft auch entgegen der amtlichen Bezeichnung Wilhelmshöhe genannt, ist ein Ortsteil von Halver im Märkischen Kreis im Regierungsbezirk Arnsberg in Nordrhein-Westfalen (Deutschland).

## Lage und Beschreibung
Wilhelmshöh liegt südlich des Halveraner Hauptortes auf 418 Meter über Normalnull am Rande des Waldgebiets Bommert. Die Nachbarorte sind Hagebücherhöh, Hagebüchen, Wegerhof, Auf der Mark und Schulten Hedfeld. Der Ort ist über eine Nebenstraße zu erreichen, die bei Hagebücherhöh von der Landesstraße L284 abzweigt und die Ortschaften im südlichen Halver anbindet. 
Im Ort wird ein Gastronomiebetrieb bewirtschaftet.

## Geschichte
Wilhelmshöh wurde erstmals 1887 urkundlich erwähnt. Das Gemeindelexikon für die Provinz Westfalen von 1887 gibt für den Ort eine Zahl von vier Einwohnern an, die in einem Wohnhaus lebten.
An Wilhelmshöh verlief eine Altstraße von Hagen über Breckerfeld, Halver und Rönsahl nach Siegen vorbei, ein bedeutender frühmittelalterlicher (nach anderen Ansichten bereits frühgeschichtlicher) Handels-, Pilger- und Heerweg. Eine weitere frühgeschichtliche Altstraße über Radevormwald nach Schwelm mit Verlauf über die heutige Landesstraße L284, die als Eisen- und Kohlenstraße genutzt wurde, kreuzte im benachbarten Hagebücherhöh den Heerweg. Aus diesem Grund finden sich nordwestlich von Wilhelmshöh im Waldgebiet Bommert Hohlwegbündel und den Weg sperrende Landwehren.